# Tetjana Šablins'ka
Tetjana Papazova, coniugata Šablins'ka (in ucraino Тетяна Папазова-Шаблінська?; Melitopol', 2 febbraio 1974), è un'ex cestista ucraina.

## Carriera
Con l'Ucraina ha disputato i Campionati europei del 2001.